# Östersjöfestivalen
Ej att sammanblanda med Östersjöfestivalen i Stockholm, utan något samband sinsemellan.

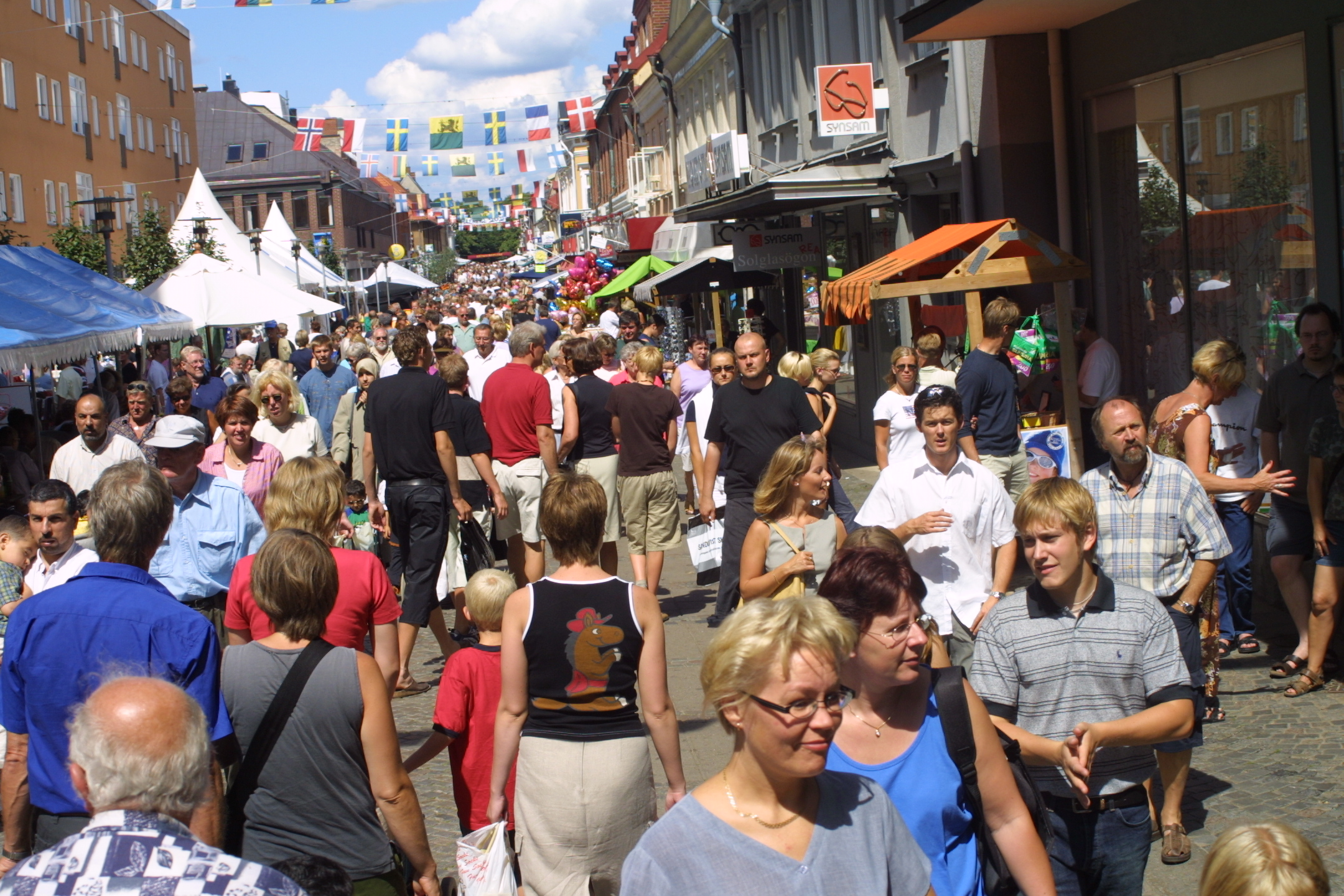
Drottninggatan i Karlshamn under Östersjöfestivalen

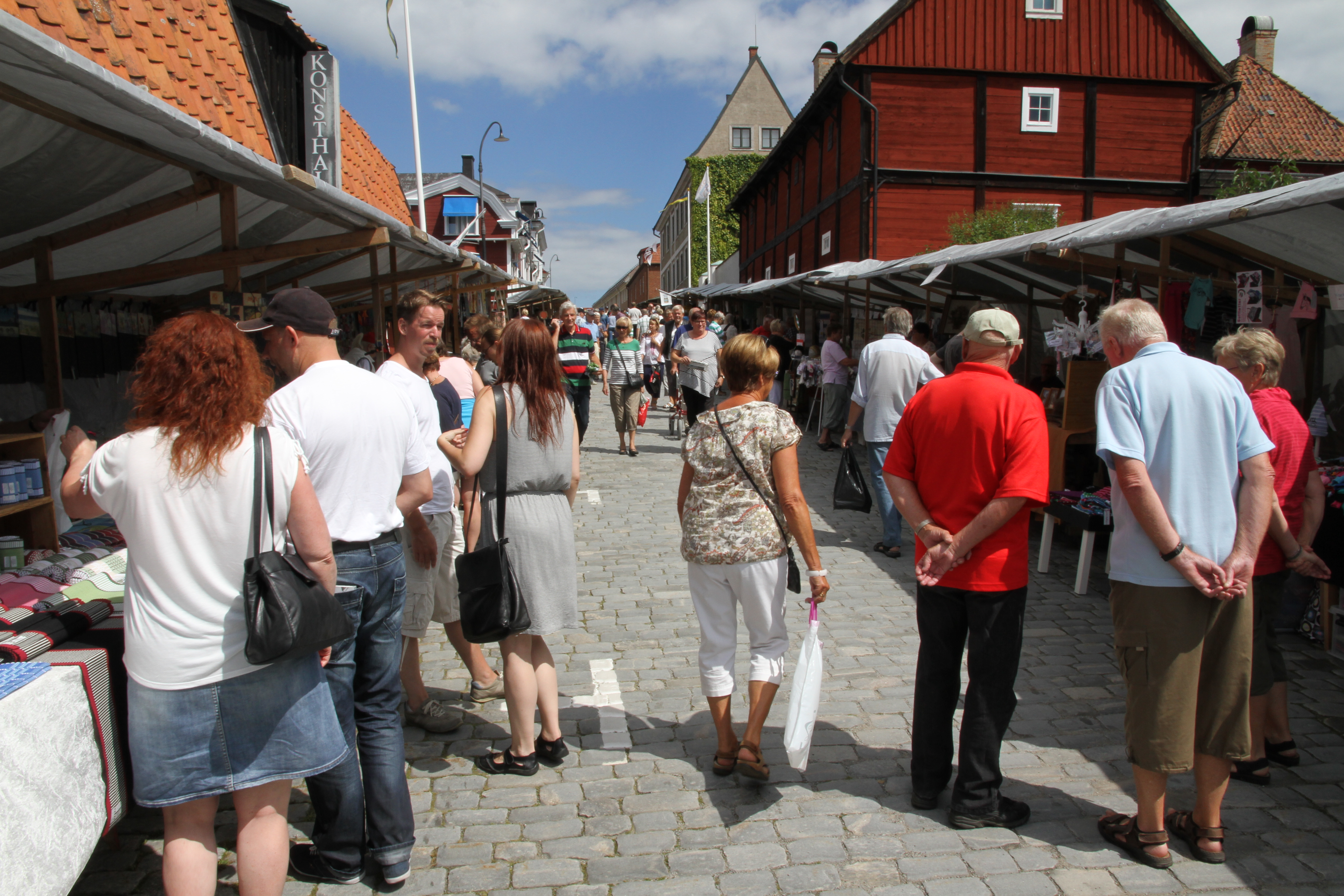
Kulturkvarteren under Östersjöfestivalen.

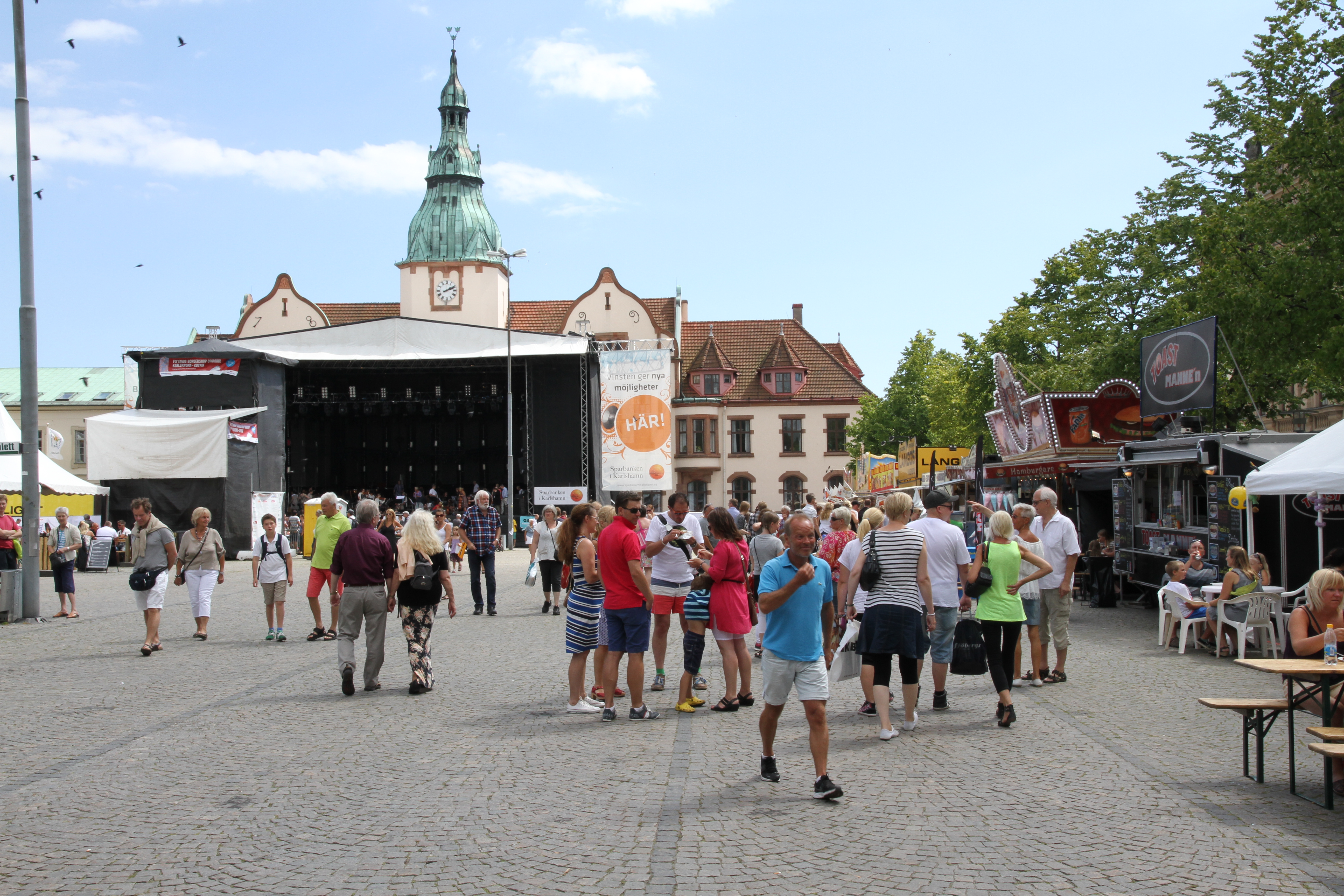
Torget i Karlshamn under Östersjöfestivalen.

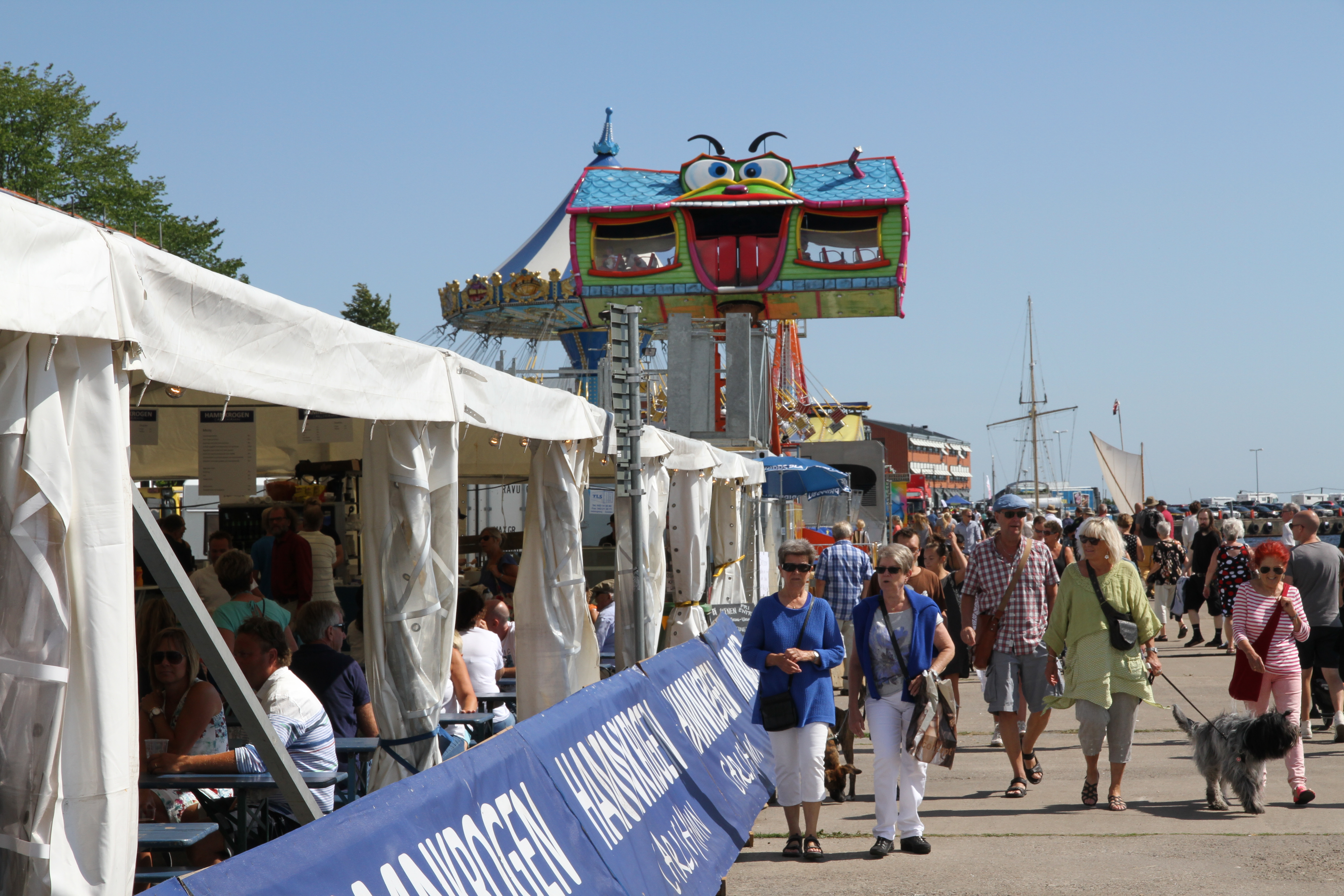
Hamnen i Karlshamn under Östersjöfestivalen med öltält och tivoli.

Östersjöfestivalen (numera officiellt Karlshamn Baltic Festival) är en 3-4 dagar lång stadsfestival som hålls vecka 29 varje sommar i Karlshamn. Den hölls för första gången med nuvarande namn 1967.

## Återkommande evenemang
- Festivalparad, en parad längs stadens gator som avgår kl. 19.00 torsdag och fredag.
- Ärtsoppeseglingen, en segeltävling på fredagen med blekingeekor i Näsviken.
- Fordonsträff, med veteranbilsutställning på Östa piren arrangerad av Carlshamn Classic Car.
- Tivoli, med karuseller, tombola, sockervadd och popcorn.
- Kulturkvarter, med hantverk, teaterföreställningar och museer.
- Musik på stan, med uppträdanden på ett flertal små scener över hela stan. Kända besökare är Karlshamns musikkår, Stockholms musikkår Tre Kronor, Alte Kamereren och Big Belly and the Juicy Fruits.
- Baltic Song Contest, en sångtävling på stora scenen på torget med deltagare från framför allt länderna runt Östersjön.